# الجمباز في الألعاب الأولمبية الصيفية 2012 – مجموعة إيقاعية شامل للسيدات
الجمباز في الألعاب الأولمبية الصيفية 2012 - مجموعة إيقاعية شامل للسيدات  أقيمت منافسة الجمباز المجموعة الإيقاعية للسيدات في دورة الألعاب الأولمبية الصيفية 2012 في ساحة ويمبلي أرينا الداخلية في الفترة من 9 إلى 12 أغسطس. للمنافسة على الميدالية الأولمبية بمشاركة 12 فريق في الجولة التأهيلة وانتقال ثمان فرق للجولة النهائية.

## صيغة المنافسة
تألفت المسابقة من جولة تأهيل وجولة نهائية. تأهلت الفرق الثمانية الأولى في التصفيات إلى النهائي. نفذت الفرق في كل جولة إجراءين روتيني (أحدهما حدث كرات ، والآخر حدث شرائط وأطواق)، مع إضافة الدرجات لإعطاء المجموع.

### نتائج التأهيل
| المراكز | لاعبات جمباز | (5) كرات | (5) كرات | (3) أشرطة ، (2) طوقين | (3) أشرطة ، (2) طوقين | المجموع |
| المراكز | لاعبات جمباز | نتيجة    | جزاء     | نتيجة                 | جزاء                  | المجموع |
| ------- | --- | -------- | -------- | --------------------- | --------------------- | ------- |
| 1       | روسيا · أناستاسيا بليزنيوك · أوليانا دونسكوفا · كسينيا دودكينا · ألينا ماكارينكو · أناستاسيا نازارينكو · كارولينا سيفاستيانوفا | 28.375   |          | 28.000                |                       | 56.375  |
| 2       | إيطاليا · إليسا بلانكي · رومينا لوريتو · مارتا بانيني · إليسا سانتوني · أنجيليكا سافرايك · أندريا ستيفانيسكو                   | 28.100   |          | 27.700                |                       | 55.800  |
| 3       | بيلاروس · مارينا هانشاروفا · ناستاسيا إيفانكوفا · ناتاليا ليشيك · ألكساندرا ناركيفيتش · كسينيا سانكوفيتش · ألينا توميلوفيتش    | 27.900   |          | 26.850                |                       | 54.750  |
| 4       | بلغاريا · رينيتا كامبيروفا · ميهايلا مايفسكا · تسفيتيلينا نايدينوفا · إيلينا تودوروفا · كريستيانا تودوروفا · كاترين فيلكوفا    | 27.250   |          | 27.375                |                       | 54.625  |
| 5       | إسبانيا · لوريتو أتشارانديو · ساندرا أغيلار · إلينا لوبيز · لورديس موهيدانو · أليخاندرا كويريدا · ليديا ريدوندو                | 27.150   |          | 27.400                |                       | 54.550  |
| 6       | أوكرانيا · أولينا دميتراش · يفغينيا جومون · فاليرييا جوديم · فيكتوريا لينيشين · فيكتوريا مازور · سفيتلانا بروكوبوفا            | 27.050   |          | 27.100                |                       | 54.150  |
| 7       | إسرائيل · موران بوزوفسكي · فيكتوريا كوشيل · نوا بالاتشي · مارينا شولتس · بولينا زاكالوزني · إليورا زولكوفسكي                   | 26.500   |          | 26.600                |                       | 53.100  |
| 8       | اليابان · ناتسوكي فوكاسي · آيري هاتاكياما · ري ماتسوبارا · رينا مييورا · نينا سيديوكوتا · كوتونو تاناكا                        | 26.725   |          | 26.300                | 0.40                  | 53.025  |
| 9       | اليونان · إليني دويكا · أليكسيا كيريازي · إيفدوكيا لوكاجكو · ستافرولا سمارا · فاسيليا زاتشو · ماريانثي زافيريو                 | 25.875   |          | 26.000                |                       | 51.875  |
| 10      | ألمانيا · ميرا بيمبرلينغ · يودت هاوزر · نيكول مولر · كاميلا فيفر · كاثرين بول · سارة رادمان                                    | 24.500   |          | 25.150                | 0.05                  | 49.650  |
| 11      | كندا · كاترينا كاميرون · روز كوسار · ألكسندرا لاندري · أناستاسيا مونتيانو · أنجليكا ريزنيك · كيلسي تيتمارش                     | 24.050   |          | 23.975                |                       | 48.025  |
| 12      | بريطانيا العظمى · جورجينا كاسار · جيد فولكنير · فرانشيسكا فوكس · لين هاتشيسون · لويزا بولي · ريتشل سميث                        | 24.150   |          | 23.850                | 0.05                  | 48.000  |

## النتائج النهائية
| المراكز | لاعبات الجمباز | كرات (5) | كرات (5) | شرائط (3)، أطواق (2) | شرائط (3)، أطواق (2) | المجموع |
| المراكز | لاعبات الجمباز | نتيجة    | جزاء     | نتيجة                | جزاء                 | المجموع |
| ------- | --- | -------- | -------- | -------------------- | -------------------- | ------- |
| الأول   | روسيا · أناستاسيا بليزنيوك · أوليانا دونسكوفا · كسينيا دودكينا · ألينا ماكارينكو · أناستاسيا نازارينكو · كارولينا سيفاستيانوفا | 28.700   |          | 28.300               |                      | 57.000  |
| الثاني  | بيلاروس · مارينا هانشاروفا · ناستاسيا إيفانكوفا · ناتاليا ليسشيك · ألكساندرا ناركيفيتش · كسينيا سانكوفيتش · ألينا توميلوفيتش   | 27.825   |          | 27.675               |                      | 55.500  |
| الثالث  | إيطاليا · إليسا بلانكي · رومينا لوريتو · مارتا بانيني · إليسا سانتوني · أنجيليكا سافرايك · أندريا ستيفانيسكو                   | 28.125   |          | 27.325               | 0.20                 | 55.450  |
| 4       | إسبانيا · لوريتو أتشارانديو · ساندرا أغيلار · إلينا لوبيز · لورديس موهيدانو · أليخاندرا كويريدا · ليديا ريدوندو                | 27.400   |          | 27.550               |                      | 54.950  |
| 5       | أوكرانيا · أولينا دميتراش · يفغينيا جومون · فاليرييا جوديم · فيكتوريا لينيشين · فيكتوريا مازور · سفيتلانا بروكوبوفا            | 27.200   |          | 27.175               |                      | 54.375  |
| 6       | بلغاريا · رينيتا كامبيروفا · ميهايلا مارفسكا · تسفيتيلينا نايدينوفا · إيلينا تودوروفا · هريستيانا تودوروفا · كاترين فيلكوفا    | 27.950   |          | 26.425               |                      | 54.375  |
| 7       | اليابان · ناتسوكي فوكاسي · آيري هاتاكياما · ري ماتسوبارا · ساتونا ميورا · نينا سيديوكوتا · كوتونو تاناكا                       | 27.000   |          | 27.100               |                      | 54.100  |
| 8       | إسرائيل · موران بوزوفسكي · فيكتوريا كوشيل · نوا بالاتشي · مارينا شولتس · بولينا زكالوزني · إليورا زولكوفسكي                    | 26.725   |          | 26.675               |                      | 53.400  |